# جشن فندق
جشن فندق مراسمی است که در بسیاری از روستاهای رودبار و الموت (قزوین) و در میانه مرداد ماه بر پا می‌شود. در این روز مردم دهکده‌ها به زمین‌های کشاورزی می‌روند و در ابتدا فردی به صورت بداهه خوانی شعر می‌خواند و اطرافیان ترانه را با وی تکرار می‌کنند. پس از آن اهالی شروع به فندق چینی می‌کنند. دخترانی که تازه نامزد کرده‌اند برای شوهران خود از هستهٔ فندق‌ها گردنبند درست می‌کنند، آنها زمانی که فندق هنوز خشک نشده آنها را با سوزن سوراخ می‌کنند و نخ از آن می‌گذرانند و در آخر دو سر نخ را به هم پیوند می‌زنند این گردنبند را «گلوانه» می‌نامند و آن را در زمستان به همسرانشان پیشکش می‌دهند.

## یادداشت
1. ↑  فندق یکی از محصولاتی است که هم جنبه صنعتی و مصرف خوراکی دارد. در بیش از ۷۰ روستای رودبار شهرستان و الموت بیش از شانزده هزار نهال بارور فندق وجود دارد که چهار نوع: زرآبادی، بادامی، سیاه بومی و سفید در آن به عمل می‌آید.